# راسيل (مقاطعة بايفيلد)
راسيل، مقاطعة بايفيلد (بالإنجليزية: Russell, Bayfield County, Wisconsin)‏ هي بلدة تقع بولاية ويسكونسن في الولايات المتحدة. تبلغ مساحتها 259,4 (كم²)، وترتفع عن سطح البحر 240 م، بلغ عدد سكانها 1,216 نسمة في عام 2000 حسب إحصاء مكتب تعداد الولايات المتحدة وتصل الكثافة السكانية فيها 9,4 نسمة/كم2.

## وصلات خارجية
- http://www.townofrussell.org
- The US50 - Cities and Towns in Wisconsin State
- Wisconsin Cities and Towns, Facts, Map, Flag, Colleges, Government, and More